# Jean-Pierre Chabrol

Jean-Pierre Chabrol (* 11. Juni 1925 in Chamborigaud; † 1. Dezember 2001 in Ponteils-et-Brésis) war ein französischer Schriftsteller.

## Leben
Jean-Pierre Chabrol stammte aus den Cevennen im Norden von Alès. Sein Großvater war Hirte, sein Vater Volksschullehrer. Er absolvierte das Gymnasium in Alès und kämpfte in der Résistance. Als Mitarbeiter der kommunistischen Tageszeitung Humanité wurde er von Louis Aragon zum Schreiben von Romanen ermuntert und veröffentlichte ab 1953 rund 40 Roman- und Erzählungsbände, von denen vier bis 1959 im Ostberliner Aufbau Verlag in deutscher Übersetzung erschienen. Vier weitere übersetzte Romane erschienen in westdeutschen Verlagen, darunter 1963 Die Toren Gottes über die Kamisarden. Mehrere Romane hatten historische Ereignisse seiner südfranzösischen Heimat zum Thema, andere die Pariser Kommune oder Krieg und Résistance. Der Roman Le Bout-Galeux (Die Clique aus dem Krätzeviertel) erhielt 1956 den Prix du roman populiste. Sein Roman Un homme de trop von 1958 wurde von Costa-Gavras verfilmt (unter dem Titel Ein Mann zuviel). Für den Roman Les Fous de Dieu erhielt er 1962 den Prix Veillon.
Die Drehbuchautorin Elsa Chabrol ist seine Tochter.

## Werke (soweit ins Deutsche übersetzt)
- La dernière cartouche. 1953.
  - Die letzte Patrone. Aufbau-Verlag, Berlin 1955.
- Le voleur de noces. 1954.
  - Die gestohlene Hochzeitsnacht. Aufbau-Verlag, Berlin 1957.
- Le Bout-Galeux. 1955.
  - Die Clique aus dem Krätzeviertel. Aufbau-Verlag, Berlin 1957.
- Fleur d’épine. 1957.
  - Dornige Blume. Aufbau-Verlag, Berlin 1959.
- Les Fous de Dieu. 1961.
  - Die Toren Gottes. Bahn, Konstanz 1963.
- La Chatte Rouge. 1963.
  - Die Rote Katze. Stahlberg, Karlsruhe 1967.
- L’illustre fauteuil. 1967.
  - Der berühmte Sessel. Volk u. Welt, Berlin 1970.
- Contes à mi-voix = Erzählungen mit halber Stimme. Dtv, München 1990.

## Deutsche Hörspielfassung
- 1971: Ein kleiner Sou für eine große Kanone – Regie: Peter Groeger (Hörspielbearbeitung – Rundfunk der DDR)[1]